# Circleville (Kansas)
Circleville es una ciudad ubicada en el condado de Jackson en el estado estadounidense de Kansas. En el año 2010 tenía una población de 170 habitantes y una densidad poblacional de 340 personas por km².

## Geografía
Circleville se encuentra ubicada en las coordenadas 39°30′32″N 95°51′29″O / 39.50889, -95.85806 (39.508927, -95.858045).

## Demografía
Según la Oficina del Censo en 2000 los ingresos medios por hogar en la localidad eran de $32,885 y los ingresos medios por familia eran $34,750. Los hombres tenían unos ingresos medios de $22,083 frente a los $20,000 para las mujeres. La renta per cápita para la localidad era de $14,293. Alrededor del 10.9% de la población estaban por debajo del umbral de pobreza.